# Contea di Codington
La contea di Codington ( in inglese Codington County ) è una contea dello Stato del Dakota del Sud, negli Stati Uniti. La popolazione al censimento del 2000 era di 25 897 abitanti. Il capoluogo di contea è Watertown.